# Япский язык
Япский язык (яп) — океанийский язык, коренной язык жителей островов Яп, входящих в Федеративные Штаты Микронезии. Численность говорящих — 5130 человек (2005).
Выделяется в качестве отдельной ветви океанийских языков, хотя, возможно, близок адмиралтейским языкам, образуя с ними общую ветвь.